# Massimo Giunti
Massimo Giunti (né le 29 juillet 1974 à Pesaro, dans les Marches) est un coureur cycliste italien, professionnel de 1998 à 2010. Il ne compte aucune victoire à son palmarès.

## Biographie
Il devient professionnel en 1998. Il est contrôlé positif à l'EPO en mars 2010 et suspendu deux ans.

## Palmarès

### Palmarès amateur
- 1994
  - 2e de la Coppa della Pace
- 1995
  - Gran Premi Coop Levane
  - Coppa Caduti di Puglia
  - 2e du Grand Prix San Giuseppe
- 1996
  - 2e du Trofeo Caduti di Soprazocco
  - 3e du Gran Premio Montanino
  - 3e de la Coppa Cicogna

### Palmarès professionnel
- 2002
  - 3e de la Coppa Agostoni
  - 3e du Grand Prix de San Francisco
- 2003
  - 2e du Tour de Toscane
  - 2e de la Coppa Bernocchi
- 2004
  - 3e du Tour de Vénétie
- 2005
  - 3e du championnat d'Italie sur route
- 2007
  - 2e de la Route du Sud
  - 3e du Tour de Bulgarie
- 2009
  - 3e de la Semaine internationale Coppi et Bartali
  - 3e du Grand Prix de la ville de Camaiore

## Résultats sur les grands tours

### Tour de France
3 participations
- 1999 : 95e
- 2004 : abandon (17e étape)
- 2005 : 80e

### Tour d'Italie
1 participation
- 2000 : 63e

### Tour d'Espagne
1 participation
- 2001 : 60e

## Classements mondiaux
| Année           | 2006 | 2007 | 2008 | 2009 |
| --------------- | ---- | ---- | ---- | ---- |
| UCI Europe Tour | 198e | 64e  | 47e  | 70e  |